# Radionamiernik
Radionamiernik, radiopelengator – odbiornik radiowy wyposażony w antenę kierunkową pozwalającą odebrać sygnał z radiolatarni lub innego urządzenia pracującego z towarzyszeniem fal radiowych i określić kierunek, z którego sygnał nadchodzi, tzw. namiar radiowy. 
Radionamiernik, jako najprostsze urządzenie do radionawigacji, zaczął być używany w latach 30. XX wieku w żegludze i lotnictwie. Do końca wieku stanowił obowiązkowe wyposażenie prawie wszystkich statków, ale obecnie, ze względu na rozpowszechnienie innych, dokładniejszych systemów, obowiązek został zniesiony, a radiolatarnie są likwidowane.